# Xestia hoenei
Xestia hoenei là một loài bướm đêm trong họ Noctuidae.